# Piccoli racconti di un'infinita giornata di primavera
Piccoli racconti di un'infinita giornata di primavera (永日商品?, Eijitsu Shōhin) è una raccolta di racconti di Natsume Sōseki. Ventiquattro racconti sono apparsi sull'Asahi Shinbun di Osaka dal 14 gennaio al 14 marzo 1909, incluso il racconto "Capodanno" (元日?, Ganjitsu). Nel maggio 1910 (43º anno Meiji), quattordici dei suoi racconti furono pubblicati assieme a "Dieci notti di sogni", "Qui e là in Manciuria e Corea" e "Bunchō" sullo "Shihen" (四篇?, Quattro poesie) della casa editrice Shun'yō-dō. Si tratta di diversi brevi racconti, alcuni basati sulla vita quotidiana e altri sul periodo di studio a Londra. Dopo la pubblicazione a puntate del racconto lungo "Sanshirō" (三四郎?), gli fu chiesto di scrivere una serie di storie brevi come "Dieci notti di sogni".
In Italia viene pubblicato nel 2017 dalla casa editrice Lindau.
| Controllo di autorità | VIAF (EN) 309513549 · GND (DE) 1105785009 |